# Petroleuciscus kurui
Petroleuciscus kurui és una espècie de peix cipriniforme de la família dels ciprínids.

## Morfologia
Els mascles poden assolir els 85,8 cm de longitud total.

## Distribució geogràfica
Es troba al sud-est de Turquia (curs superior del riu Tigris).